# Lidia Seifulina
Lidia Seifúlina (en cirílico ruso: Лидия Сейфуллина; nombre completo: Lidia Nikoláievna Seifúlina, Лидия Николаевна Сейфуллина, Oremburgo o Cheliábinsk,10 de marzojul./ 22 de marzo de 1889greg.-Moscú, 25 de abril de 1954) era una escritora realista, periodista, actriz, bibliotecaria y profesora rusa.

## Biografía
Nació cerca de Magnitogorsk y su padre era un sacerdote ortodoxo de origen tártaro. Se graduó en Omsk y con 15 años comenzó a trabajar como maestra en Orenburgo.
Estuvo afiliada al Partido Social-Revolucionario (1917-1919) y escribió para revistas como Siberia soviética.
Su novela más conocida es Virineya (1925).